# Valley Railroad (Connecticut)
| Valley Railroad | Valley Railroad      |
| --------------- | -------------------- |
| Streckenlänge:  | ca. 36,48 km         |
| Spurweite:      | 1435 mm (Normalspur) |
|                 |                      |
| Eröffnung:      | 1871                 |
| Legende         |                      |

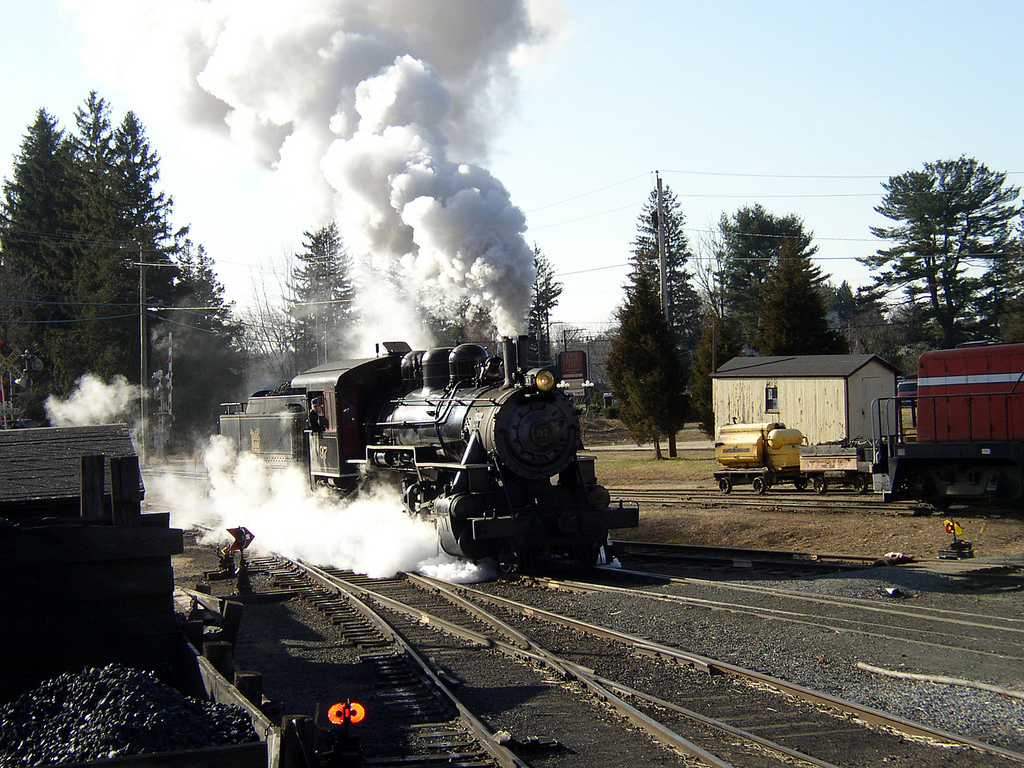
Locomotive No. 97 in Essex.

Die Valley Railroad ist eine Museumsbahn im Bundesstaat Connecticut in den USA und verkehrt auf Strecken, die von der  Connecticut Valley Railroad im Jahr 1868 errichtet wurden. Sie ist bekannt durch den Essex Steam Train und den Essex Clipper Dinner Train.

## Geschichte

### Bau
Erste Pläne für eine Eisenbahnlinie entstanden, als der damalige Präsident der Charter Oak Life Insurance Company, James C. Walkley zusammen mit seinem Freund Horace Johnson die 70 km (44 Meilen) lange Strecke mit der Postkutsche abfuhr. Walkley und eine Gruppe von Geschäftsleuten erwarben am 17. Juli 1868 die staatliche Genehmigung zur Gründung der Connecticut Valley Railroad Company und zum Bau der Bahn.
Von 1868 bis 1869 arbeiteten Vermessungstrupps, um den Streckenverlauf zwischen Hartford und Saybrook Point zu ermitteln, und im April 1870 begann der Bau der Strecke mit einem Spatenstich in Higganum. Laut Plan gab es drei Bauphasen. Die „Northern Division“ begann in Hartford und führte bis Middletown, die „Middle Division“ verlief bis zum heutigen Goodspeed Landing und die „South Division“ führte die Strecke bis zu ihrem Ende in Saybrook Point. Der Bahnbau im Connecticut River Valley war einfach, da keine Tunnel und keine größeren Brücken notwendig waren. Die Strecke wurde bereits im Sommer 1871 fertig gestellt und die Jungfernfahrt fand am 29. Juli 1871 statt. Der Zug verkehrte mit einer Höchstgeschwindigkeit von 35 km/h (22 Meilen pro Stunde). Mit einem Baupreis von 34.000 $/Meile kostete die Strecke insgesamt 1.482.903 $.

### Betrieb
Der erste reguläre Zug fuhr am 31. Juli 1871. Am 24. August 1871 fand die offizielle Eröffnung der Connecticut Valley Railroad statt. Die ersten Fahrpläne sahen einen gemischten Zug und vier Personenzüge in jede Richtung täglich vor, außer sonntags, mit fünfzehn Zwischenhalten.
Die Gesellschaft nahm in ihrem ersten Jahr 34.000 $ ein. Dieses Ergebnis steigerte sich auf 250.000 $ im Jahr 1873.
Viele frühe Eisenbahnen plagten finanzielle Probleme. Auch die „Connecticut Valley“ blieb davon nicht verschont. Im Jahr 1876 wurde sie unter Zwangsverwaltung gestellt, als sie ihre zweiten Pfandbriefe nicht auslösen konnte.

### Hartford & Connecticut Valley Railroad
Am 1. Juli 1880 übernahm die Hartford and Connecticut Valley Railroad die Verwaltung unter Präsident Samuel Babcock.

### Abzweig der New Haven Railroad
Die New Haven Railroad erwarb sich schnell einen guten Ruf im südlichen Neuengland. Die Besitzer der Hartford and Connecticut Valley Railroad sahen darin eine gute Chance, ihre Strecke zu einem guten Preis zu verkaufen. Daher überzeugten sie New Haven, die Nutzungsrechte zu erwerben. 1882 verpflichtete sich New Haven, und zehn Jahre später (1892) wurde die Hartford and Connecticut Valley Railroad Teil des New Haven-Systems.
Die Übernahme brachte Vorteile für die Valley Railroad, weil New Haven Geld und Verbesserungen für die Strecke brachte. In dieser Zeit wuchs die Valley Railroad bis an ihre Grenzen: Sie blieb jedoch immer nur eine vielgenutzte Zweigstrecke mit Personenverkehr und Güterverkehr in Form von Auslieferungen an Händler und Firmen entlang der Strecke. Bald nach dem Zweiten Weltkrieg, als Straßen, Autos und Lastfahrzeuge immer komfortabler wurden, ging der Bedarf für die Valley Railroad stark zurück und in den späten 1950er Jahren wurde der Verkehr nur noch an Werktagen und nur mit verminderter Geschwindigkeit betrieben: 48 km/h statt 80 km/h (30 mph statt 55 mph).
1961 ging auch noch die New Haven Railroad bankrott. Es gab keine Gelder zum Unterhalt der Strecke mehr, so dass sich der Zustand Valley Railroad verschlechterte. Es verkehrten nur noch zwei langsame Güterzüge auf den rostigen Gleisen. Der letzte Zug verkehrte im März 1968.

### State of Connecticut / Valley Railroad Company
Ehrenamtliche verbündeten sich, um die nun verlassene Strecke vor ihrem Abbau durch die neuen Besitzer Penn Central zu bewahren. Die Gruppe schaffte es 1969, einen zeitlich begrenzten Pachtvertrag mit Penn Central auszuhandeln und am 15. August 1969 übergab Penn Central diesen Streckenabschnitt an den State of Connecticut.
Der Staat wiederum erlaubte eine formale Pacht für die Valley Railroad Company. Am 1. Juni 1970 pachtete die Company einen 36,498 km (22,679 Meilen) langen Streckenabschnitt für Güter- und Personenverkehr. Am 29. Juli 1971, genau 100 Jahre nach der Jungfernfahrt, nach tausenden Stunden meist ehrenamtlicher Arbeit dampfte der erste Zug der neuen Valley Railroad von Essex nach Deep River. Präsident der Museumseisenbahn war 2011 Robert C. Bell.

## Fahrzeuge

### Dampfloks
Gegenwärtige betriebene Loks
| VRR Engine Number | Style | Baujahr | Beschreibung |
| ----------------- | ----- | ------- | --- |
| 40                | 2-8-2 | 1920    | 40 wird gewöhnlich von Essex Steam Train eingesetzt. Sie wurde von der America Locomotive Company in Dunkirn, NY gebaut. Der Zug wurde 1977 durch die Valley Railroad von Aberdeen & Rockfish Railroad erworben. |
| 3025              | 2-8-2 | 1989    | Mitglieder der Valley Railroad begaben sich 2008 nach Kane (Pennsylvania) zur Auktion der Knox and Kane Railroad. Sie erwarben die steam Locomotive #58, eine China Railways SY 2-8-2 type locomotive. Diese wurde komplett erneuert um sie an die New Haven Railroad J-1 Mikado anzugleichen und bekam die Nummer NH #3025. Die neue 3025 wurde im November 2011 fertig gestellt und für den North Pole Express eingesetzt. |
| 97                | 2-8-0 | 1923    | Die 97 war bis 2010 in Betrieb und wartet auf eine Erneuerung. |
| 2                 | 0-6-0 | 1941    | Am 9. Januar 2009 erwarben die Friends of The Valley Railroad, eine Gruppe Ehrenamtlicher, die Streckenarbeiten übernehmen, von der Stadt Peabody (Massachusetts) die Simons Wrecking #2, einen Porter 0-6-0 Tenderlokomotive. Diese Maschine war Teil der berühmten Steamtown collection. |

Frühere Dampfloks
| VRR Engine Number | Style | Baujahr | Gegenwärtige Nummer | Gegenwärtiger Besitzer                  | Beschreibung |
| ----------------- | ----- | ------- | ------------------- | --------------------------------------- | --- |
| 1647              | 2-8-2 |         | 142                 | New York, Susquehanna & Western Railway | Die Valley Railroad Company importierte in den 1980ern und 1990ern zusammen mit Boone & Scenic Valley Railroad und der Knox & Kane Railroadbrandneue Dampflokomotiven aus China. Damals erwarb die VRR zwei SY 2-8-2 type locomotives. Engine #1647 wurde später an die New York, Susquehanna & Western Railway verkauft und neu nummeriert mit der Nummer #142, nachdem eine weitere Bestellung der NYS&W mit dem Schiff versank, dass sie liefern sollte. |
| 103               | 2-6-2 |         | 103                 | Naugatuck Railroad                      | Diese Maschine wurde vom Empire State Railway Museum erworben und als erste Dampflokomotive eingesetzt. Die letzte Fahrt hatte sie 1975, als sie als zu schwach befunden wurde. Sie wurde 1987 an das Railroad Museum of New England verkauft und 2009 zur Naugatuck Railroad des Museums gebracht, nachdem sie seit 1975 in Essex ausgestellt war. |

### Dieselloks
| VRR Engine Number | Style  | Baujahr | Beschreibung |
| ----------------- | ------ | ------- | --- |
| 0900              | 80-ton | 1947    | In Nutzung für den Essex Clipper Dinner Train und für Rangierarbeiten und Streckenarbeiten. Sie war ursprünglich bei der General Electric plant in Schenectedy, NY eingesetzt. |
| 0901              | 80-ton | 1940    | In Nutzung für den Essex Clipper Dinner Train und für Rangierarbeiten und Streckenarbeiten. Sie war ursprünglich bei der U.S. Navy Base in Groton, CT eingesetzt.              |
| 1606              | 80-ton | 1940s   | 2014 von der U.S. Air Force erworben. |

### Waggons
Speisewagen/Erste Klasse
| VRR Car Name    | Style                      | Baujahr | Beschreibung |
| --------------- | -------------------------- | ------- | --- |
| Meriden         | Pullman Parlor Car         | 1924    | Wagen des Essex Clipper Dinner Train. Ursprünglich ein Wagen der Pullman Company in Nutzung in der New York, New Haven & Hartford Railroad. Der Wagen wurde renoviert und hat eine Kapazität von 54 Sitzplätzen.         |
| Wallingford     | Pullman Parlor Car         | 1927    | Wagen des Essex Clipper Dinner Train. Ursprünglich ein Wagen der Pullman Company in Nutzung in der New York, New Haven & Hartford Railroad. Zuerst genutzt als Erste Klasse der VRR, umgebaut zur jetzigen Nutzung 1994. |
| Dacosta         | 28 Seat Pullman Parlor Car | 1927    | Dacosta, so der Originalname von Pullman, wurde 1988 von einer Touristenbahn in Ohio erworben. Erst 2013 wurde er renoviert und in Betrieb gesetzt. Soll in Middletown umbenannt werden.                                 |
| Küchenwaggon    |                            |         | |
| Colonial Hearth | US Army Kitchen Car        | 1953    | US Army Kitchen car, erworben 1986. |

## Anlagen

### Trasse
Die Valley Railroad Company pachtet vom Connecticut Department of Energy and Environmental Protection die Trasse von Old Saybrook durch Essex, Deep River, Chester, Haddam und Middletown, insgesamt 36,5 km (22,67 mi). Das Gleisbett ist Kies mit Gleisen aus konventionellen Holz-Bahnschwellen und Stahlgleisen. Die Trasse hat eine Verbindung zu Amtraks Northeast-Corridor-Trasse in der Nähe der Old Saybrook Station. Momentan sind 21,3 km (13,25 miles) der Strecke für den Verkehr wieder hergestellt. Die übrigen Streckenabschnitte waren zuletzt 1968 in Betrieb. Der Rail-Corridor zwischen Haddam und Middletown, der ständig freigehalten wird, wartet noch auf seine Wiederherstellung.
Die Valley Railroad Company ist auch zuständig für verschiedene Bahnübergänge. Dazu gehören sowohl kleine Warnschilder, aber auch Blinklichter, Glocken und Schranken an öffentlichen Straßen. Die meistbenutzten Übergänge liegen an der Route 153 und der Route 154 in Essex sowie der Route 82 an der East Haddam swing bridge in Haddam.

### Stationen
Der Hauptbahnhof, wo auch Tickets erworben werden können und alle Fahrzeuge stationiert sind, liegt in Essex; im Dorf Centerbrook. Der Haupteingang und Parkplatz liegt neben der Route 154; Ein Bahnhofsgebäude an der Deep River Landing in Deep River dient für die Verwaltung des Bootsverkehrs und ein kleiner Bahnhof in Chester (Station Quinnipiac, CT.) dient den Unterhaltungsarbeiten.
Der Bahnhof Goodspeed liegt an der Route 82 in Haddam, beherbergt einen Antiquitätenladen und hat keine Verbindung mehr zur Bahngesellschaft. Auf der anderen Seite der Gleise ist das Goodspeed Yard Office. Dies war die ursprüngliche North Chester passenger station in der Dock Road in Chester. Es wurde bereits 1874 verkauft und versetzt, als man erkannte, dass die Neigung an der Stelle zu steil war, um Züge dort anhalten oder anfahren zu lassen. 1993 wurde das Bahnhofsgebäude von der Familie Zanardi gespendet, durch Freiwillige der Friends of the Valley Railroad abgeholt und mit einem Tieflader an seinen jetzigen Standort verbracht. Man geht davon aus, dass dieses Gebäude das einzige verbleibende Gebäude aus der Zeit der Eröffnung der Bahnlinie ist.
2009 bauten die Friends of the Valley Railroad ein Passagierhäuschen in Chester am Platz der ursprünglichen Hadlyme Station. Das Gebäude ist ein Nachbau der South Britain Station, einer aufgegebenen Station der Danbury Extension der Hartford, Providence & Fishkill Railroad. Die Station diente den Passagieren von Hadlyme auf der gegenüberliegenden Seite des Connecticut River. Passagiere nutzen diese Station heute, um mit der Chester-Hadlyme Ferry, der zweitältesten Fähre in den Vereinigten Staaten, den Gillette Castle State Park zu erreichen.

## Angebote

### Essex Steam Train and Riverboat
Die Valley Railroad Company betreibt den Essex Steam Train & Riverboat. Diese Tour benutzt zunächst den historischen Essex Steam Train von der Essex Station und fährt entlang des Connecticut River in landschaftlich schönem Gebiet bis Chester. Nach 19 km (12 Meilen) kehrt der Zug zurück nach Deep River Station/Landing. Passagiere können dort auf den Flussdampfer Becky Thatcher umsteigen. Die Thatcher kehrt in einer 1¼-stündigen Fahrt auf dem Connecticut River zurück zur East Haddam Swing Bridge und von dort zur Deep River Landing. Der Zug nimmt dann Passagiere auf um sie zum Essex Depot zurückzubringen. Der ganze Ausflug dauert 2,5 Stunden.

### Essex Clipper Dinner Train
Der Essex Clipper Dinner Train bietet einen 2½-stündigen Ausflug von Essex Depot bis Haddam. Auf dem Weg wird ein frisch zubereitetes Vier-Gänge-Menü in den schön hergerichteten Pullman Dining Cars aus den 1920er Jahren serviert.

### North Pole Express
Im November und Dezember bringt der North Pole Express Kinder und Familien auf eine vergnügliche Reise zum Nordpol. Kinder erhalten auch ein Geschenk von Santa Claus.